# Jan De Crem
Jan De Crem (Wingene, 24 juli 1928 – Aalter, 17 augustus 2022), was een Belgisch CVP-politicus.

## Biografie
Jan De Crem werd geboren als de zoon van de onderwijzer Louis De Crem en Joanna Smessaert die na de Tweede Wereldoorlog vanuit Wingene naar Aalter verhuisden. Hij ging rechten studeren en behaalde in 1952 een doctorstitel aan de Universiteit Gent.
In oktober 1958 werd hij voor het eerst verkozen voor de gemeenteraad van Aalter. In mei 1959 werd hij burgemeester na het plotse overlijden van Raymond Van den broecke. In de jaren '60 kende zijn gemeente een enorme expansie waarbij grote bedrijven zich kwamen vestigen langs het Kanaal Gent-Brugge en zorgden voor een groei aan tewerkstelling, wat het inwonersaantal in de gemeente deed stijgen. In 1965 werd hij Oost-Vlaams provincieraadslid (en bleef dat tot 2000).
Na de fusie in 1977 met Bellem, Lotenhulle en Poeke bleef hij burgemeester. In 1985 werd hij voorzitter van de  provincieraad en bleef dat tot 1991 onder gouverneur Herman Balthazar. In 1995 werd hij als burgemeester opgevolgd door zijn zoon Pieter De Crem.
Hij overleed op 17 augustus 2022 in Aalter op 94-jarige leeftijd.

## Eretekens
- België Commandeur in de Leopoldsorde, KB 6 juli 2009